# نهائي كأس الرابطة الفرنسية 2017
نهائي كأس الرابطة الفرنسية 2017 هي المباراة النهائية من منافسة كأس الرابطة الفرنسية 2016–17، أقيمت المباراة في 1 أبريل 2017، في بارك أولمبيك ليون، بين فريقي نادي موناكو، وباريس سان جيرمان، وفاز فيها باريس سان جيرمان، بعد أن هزم نادي موناكو، بنتيجة 1 - 4، وكان حكم المباراة Frank Schneider ‏، وحضر المباراة 57841 شخصاً.

## تفاصيل المباراة
لعبت المباراة النهائية في 1 أبريل 2017.
| نادي موناكو          | 1 -4 | باريس سان جيرمان                                                                                         |
| -------------------- | ---- | --- |
| توما ليمار 27 دقيقة' |      | جوليان دراكسلر 4 دقيقة' · أنخيل دي ماريا 44 دقيقة' · إدينسون كافاني 54 دقيقة' · إدينسون كافاني 90 دقيقة' |